# William Collins Whitney
Pour les articles homonymes, voir Famille Whitney.
William Collins Whitney, né le 5 juillet 1841 à Conway (Massachusetts) et mort le 2 février 1904 aux États-Unis, est un homme politique et homme d'affaires américain. Membre du Parti démocrate, il est secrétaire à la Marine entre 1885 et 1893 dans la première administration du président Grover Cleveland.

## Biographie
Il est le patriarche de la famille Whitney.
Il est membre de la Skull and Bones, société d'étudiants de l'université Yale.
Membre du Parti démocrate, il est considéré comme un « démocrate bourbon », du fait de ses positions conservatrices.
Sous la première administration Cleveland (1885-1889), il est secrétaire à la Marine des États-Unis.